# Troy Sanders

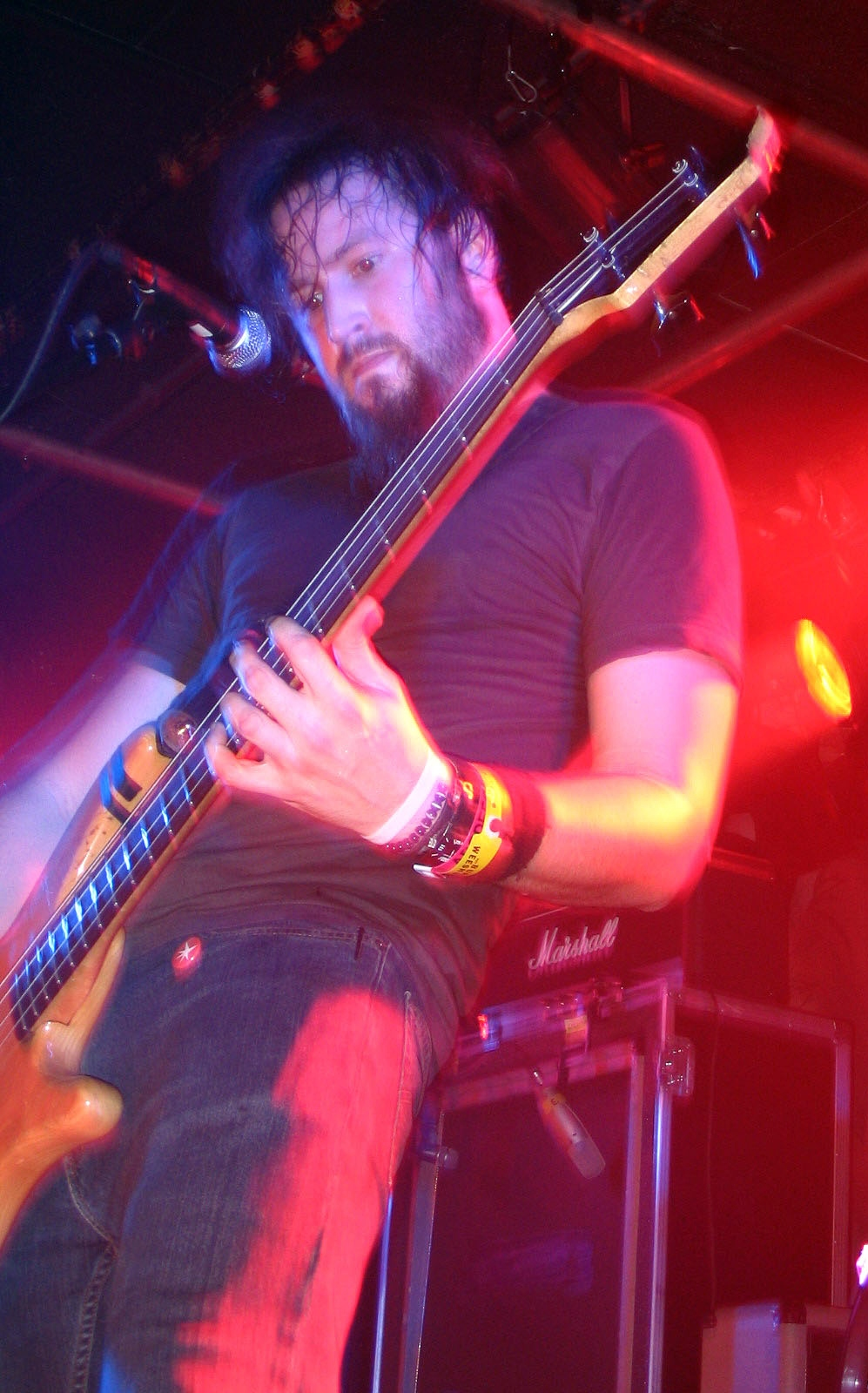
Troy Sanders.

Troy Jayson Sanders es el bajista y uno de los vocalistas de la banda de Sludge metal Mastodon.
Sanders se introdujo en el mundo de la música robándole el bajo a su hermano mayor. A pesar de ser un bajo para zurdos y ser diestro Troy, aprendió a tocar hasta que consiguió un bajo propio. Cita como sus máximas influencias a Cliff Burton de Metallica, a Gene Simmons de Kiss y a Phil Lynott de Thin Lizzy. Por otra parte, su estilo vocal se asemeja al del vocalista de Neurosis, Dave Edwardson, incluyendo gritos guturales, característica que utilizó especialmente en los primeros trabajos de Mastodon. En los dos último se puede observar una manera más clara de cantar, aunque sin olvidarse de sus inicios. 
Su hermano Darren es el técnico de bajo de la banda, mientras que su otro hermano, Kyle, es también bajista, de la banda Bloodsimple.
- Datos: Q2271901
- Multimedia: Troy Sanders

- Datos: Q2271901
- Multimedia: Troy Sanders / Q2271901